# Sophia Schiller (Schauspielerin)
Sophia Schiller (* 23. August 1995 in Wien) ist eine österreichische Schauspielerin.

## Leben
Sophia Schiller wuchs in Wien auf und begann ein Studium der Theaterwissenschaft an der Universität Wien. Ihre Schauspielausbildung erhielt sie von 2016 bis 2020 am Mozarteum in Salzburg. In der Spielzeit 2019/20 absolvierte sie im Rahmen einer Kooperation mit dem Mozarteum das letzte Jahr ihrer Ausbildung am Düsseldorfer Schauspielhaus. Dort stand sie als Collot d’Herbois in Dantons Tod unter der Regie von Armin Petras sowie unter Marius von Mayenburg in Linda von Penelope Skinner als Stevie auf der Bühne. Am Rottstraße 5 Theater in Bochum verkörperte sie 2020 in Eine Enthandung (in Spokane) von Martin McDonagh die Rolle der Marylin.
2020 stand sie für Dreharbeiten zur zweiten Staffel der Fernsehserie Der Pass als Laura Berger vor der Kamera. In der ARD-Telenovela Sturm der Liebe verkörperte Schiller von September 2021 (Folge 3679) bis September 2022 (Folge 3899) die Rolle der intriganten Constanze von Thalheim in der Funktion der Antagonistin der 18. Staffel. Ihren letzten Auftritt in der Serie hatte sie in der Ende September 2022 erstmals ausgestrahlten Folge 3899 Hochzeitswalzer.
In der 24. Staffel der ZDF-Serie Die Rosenheim-Cops übernahm sie die Rolle der Aushilfskommissarin Astrid Schubert.
Neben ihrer Tätigkeit als Schauspielerin steht sie von 2011 bis 2023 als Sängerin und Frontfrau ihrer Band Fia Sco & The Majestics auf der Bühne. Zusammen mit dem österreichischen Variete – Ensemble Cirque Rouge tritt Sophia Schiller regelmäßig als Sängerin und MC unter dem Künstlernamen Fia Sco auf.

## Filmografie (Auswahl)
- 2021–2022: Sturm der Liebe (Fernsehserie)
- 2022: Der Pass (Fernsehserie, 2. Staffel)
- 2024: Die Rosenheim-Cops (Fernsehserie, 24. Staffel)
- 2025: Watzmann ermittelt (Fernsehserie, Folge Vermisst)